# Ana Patricia Botín-Sanz de Sautuola O'Shea
Ana Patricia Botín-Sanz de Sautuola O'Shea (Santander, 4 d'octubre de 1960) és una banquera espanyola, presidenta del Banco Santander, consellera delegada de la filial britànica del Grupo Santander i membre del consell d'administració de Coca-Cola. És la filla del que fóra president del Grupo Santander, Emilio Botín i de Paloma O'Shea (marquesa d'O'Shea).
Graduada en economia al Bryn Mawr College de Filadèlfia. Acabats els estudis, treballà durant set anys a JP Morgan, als Estats Units. El 1988, torna a Espanya i inicia la seva carrera al Grupo Santander. Està casada amb Guillermo Morenés Mariátegui, net del I marquès de Borghetto. Té tres fills: Felipe, Javier i Pablo. Després de la mort del seu pare, el 10 de setembre de 2014 és escollida com a nova presidenta del Banco Santander.